# Grenen

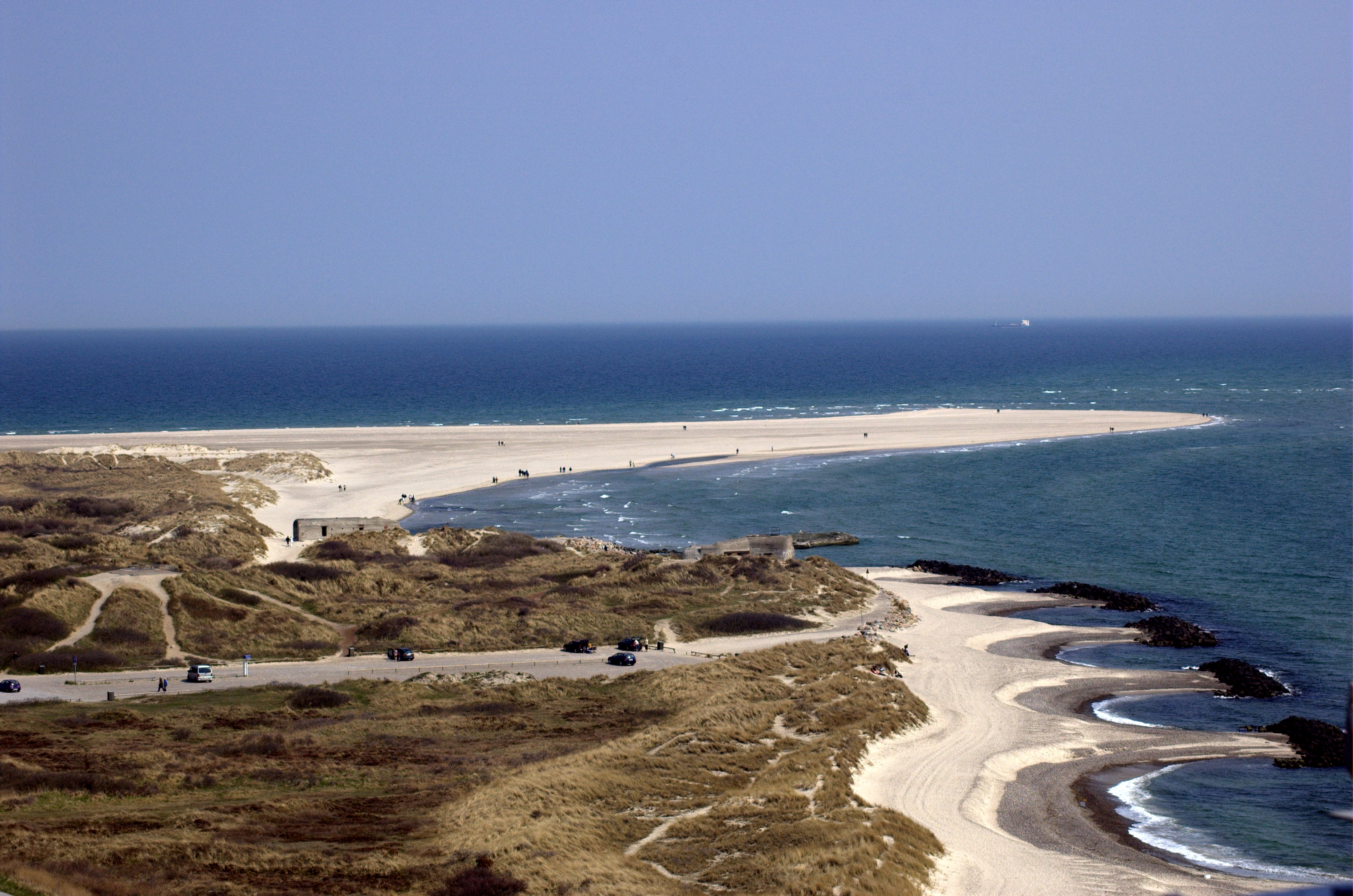
Grenen

Grenen je písečná naplavenina na poloostrově Skagen Odde, severně od dánského města Skagen.
Grenen je často označován za nejsevernější místo Dánska (s výjimkou Faerských ostrovů a Grónska), avšak skutečný nejsevernější bod, který je o dalších 700 metrů severněji, se nachází na 2,5 kilometru vzdálené pláži Nordstrand.